# Юспашян Артур Араратович
Артур Араратович Юспашян (вірм. ԱրթուրԱրարատի Յուսպաշյան, нар. 7 вересня 1989, Єреван) — вірменський футболіст, півзахисник клубу «Пюнік».

## Клубна кар'єра
У дорослому футболі дебютував 2010 року виступами за команду клубу «Пюнік», кольори якої захищає й донині.

## Виступи за збірні
У 2008 році дебютував у складі юнацької збірної Вірменії, взяв участь у 3 іграх на юнацькому рівні.
Протягом 2009–2010 років залучався до складу молодіжної збірної Вірменії. На молодіжному рівні зіграв у 10 офіційних матчах.
У 2010 році дебютував в офіційних матчах у складі національної збірної Вірменії. Наразі провів у формі головної команди країни 8 матчів.

## Досягнення
- Чемпіон Вірменії (4):

«Пюнік»: 2008, 2009, 2010, 2014-15
- Володар Кубку Вірменії (6):

«Пюнік»: 2009, 2010, 2012-13, 2013-14, 2014-15
«Гандзасар»: 2017-18
- Володар Суперкубку Вірменії (4):

«Пюнік»: 2008, 2010, 2011, 2015